# Carmel-by-the-Sea
Carmel-by-the-Sea ist eine Kleinstadt mit dem Status einer City. Sie liegt an der California State Route 1 im Monterey County, an der Westküste Kaliforniens etwa 190 km südlich von San Francisco und 5 km südlich von Monterey. Das U.S. Census Bureau hat bei der Volkszählung 2020 eine Einwohnerzahl von 3220 ermittelt.

## Geschichte, Kultur und Sehenswürdigkeiten
1770 gründeten Gaspar de Portolà, Juan Crespí und Junípero Serra die Mission San Carlos Borromeo de Carmelo als eine der spanischen Missionen in Kalifornien, um Indianer zum katholischen Glauben zu bekehren. Kalifornien war damals eine Provinz Neuspaniens. Nachdem Neuspanien 1821 unter dem Namen Mexiko von Spanien unabhängig geworden war, verfiel das Kloster. 1834 wurde es säkularisiert. 1863 – inzwischen gehörte Kalifornien zu den Vereinigten Staaten von Amerika – erwarb die katholische Kirche die Baulichkeiten wieder, renovierte sie und richtete dort eine Pfarrkirche für den Ort ein, die zum Bistum Monterey gehört. Von allen kalifornischen Missionen ist Carmel die einzige, die noch ihren originalen Glockenturm besitzt.
Zu den Gebäuden des Klosters, das ein eingetragenes National Historic Landmark (Nationales Historisches Denkmal) des National Park Service ist, gehört auch ein Museum.
Einen nachhaltigen Aufschwung erlebte der kleine Ort, als nach dem Erdbeben von San Francisco 1906 viele Musiker, Schriftsteller, Maler und andere bildende Künstler die zerstörte Stadt verließen und nach Carmel zogen, wo sich kurz zuvor eine Künstlerkolonie etabliert hatte, zumal sie hier Grundstücke zu äußerst geringen Preisen erwerben konnten. Unter ihnen befand sich Jack London, der die Künstlerkolonie in seinem Roman Das Mondtal (The Valley of the Moon, 1913) beschreibt. Zu nennen sind außerdem Mary Hunter Austin, Nora May French, Robinson Jeffers, Sinclair Lewis, George Sterling und sein Schützling Clark Ashton Smith sowie Upton Sinclair. Zu den bildenden Künstlern gehörten Anne Bremer, Ferdinand Burgdorff, E. Charlton Fortune, Arnold Genthe, Percy Gray, Armin Hansen, Alice MacGowan, Charles Rollo Peters, William Frederic Ritschel und Sydney J. Yard.
Später folgten die Schriftsteller Ernest Hemingway, John Steinbeck und Daniel Lewis James sowie der Fotograf Edward Weston, der bis zu seinem Tod hier lebte und viele Landschaftsbilder, auch vom nahegelegenen Point Lobos, machte.
Von 1961 bis 1973 lebte hier auch die Schauspielerin Kim Novak und von 1981 bis zu ihrem Tod 2019 die Schauspielerin Doris Day. Die Grundstückspreise sind dementsprechend auch für kalifornische Verhältnisse sehr hoch.
Das angenehme Klima und die hohe Lebensqualität der Kleinstadt schätzen auch heutzutage viele Prominente wie Clint Eastwood, Jennifer Aniston und Brad Pitt. Letzterer kaufte 2022 für 40 Millionen US-Dollar das Anwesen von Daniel Lewis James.
Bekannt wurde der Ort auch, weil Clint Eastwood im April 1986 als Kandidat der Republikanischen Partei mit großer Mehrheit zum Bürgermeister gewählt wurde. Er ist Besitzer der dortigen Hotelanlage Mission Ranch, die er Anfang der 1980er Jahre erworben und renoviert hatte. Er blieb bis 1988 Bürgermeister.
Bei Touristen ist Carmel auch wegen seiner Natur bekannt. Der 17-Mile Drive führt um die Landzunge von Monterey über Carmel-by-the-Sea, vorbei an Pebble Beach, durch Pacific Grove und wieder nach Monterey. Weiter südlich an der California State Route 1 liegt die gebirgige Küstenlandschaft Big Sur. Nur wenige Meilen südlich an der Küste liegt die Point Lobos State Reserve mit reicher Fauna und Flora.
Internationale Bedeutung hat Carmel-by-the-Sea durch das Carmel Bach Festival erlangt, eines der bedeutendsten Musik-Festspiele in den USA, geleitet von dem renommierten deutschen Dirigenten Bruno Weil.

## Kurioses
Carmel hatte einige kuriose, im Gesetz verankerte Traditionen: Erst im Juli 2024 wurden Hausnummern eingeführt, davor wurden Häuser entweder über Hausnamen beschrieben, z. B. „Westseite der San Antonio Street, 3 Häuser südlich der 12. Avenue“, oder über die Flurstücksnummer adressiert. In der Regel werden Briefe vom US Postal Service nicht bis zum Empfänger zugestellt, sondern auf dem Postamt hinterlegt. Daran hat sich auch durch die Einführung von Hausnummern nichts geändert.
Ebenso gibt es heute noch keine Straßenlaternen, keine Franchise-Restaurants im Innenstadtbereich und keine Leuchtreklamen. Auch Parkuhren gibt es nicht; ein Versuchsprogramm an der Ocean Avenue lief von Dezember 2014 bis Juni 2015; Anfang Juli 2015 entschied der Gemeinderat, die Geräte wieder abzubauen.
Direkt an der Küste gibt es keine Geschäfte; neue Gebäude müssen um Bäume herum gebaut werden. Wer Stöckelschuhe tragen will, braucht eine Genehmigung des Ordnungsamtes; diese Vorschrift aus den 1960er Jahren sollte Schadensersatzklagen verhindern.

## Drehort für Filme
Carmel war Drehort mehrerer Filme, darunter
- Ein Gespenst auf Freiersfüßen mit Gene Tierney und Rex Harrison (1947),
- Sadistico mit Clint Eastwood (1971),
- Im Auftrag des Drachen mit Clint Eastwood (1974),
- Zandys Braut mit Gene Hackman und Liv Ullmann (1974),
- Basic Instinct mit Sharon Stone und Michael Douglas (1992) sowie
- Farben der Liebe mit Lauren Bacall (2012).

## Persönlichkeiten

### Söhne und Töchter der Stadt
- Dick Sargent (1930–1994), Schauspieler
- David W. Greenfield (* 1940), Ichthyologe, Meeresbiologe, Ökologe, Zoogeograph und Hochschullehrer
- Ronald Levy (* 1941), Onkologe
- Alison Eastwood (* 1972), Schauspielerin, Regisseurin und Fotomodell
- Lindsey Stoddart (* 1974), Schauspielerin und Synchronsprecherin
- Ian Bohen (* 1976), Schauspieler
- Rushad Eggleston (* 1979), Cellist, Kazoospieler, Jazzsänger und Komponist
- Scott Eastwood (* 1986), Schauspieler
- Jeremy Sumpter (* 1989), Schauspieler

## Galerie

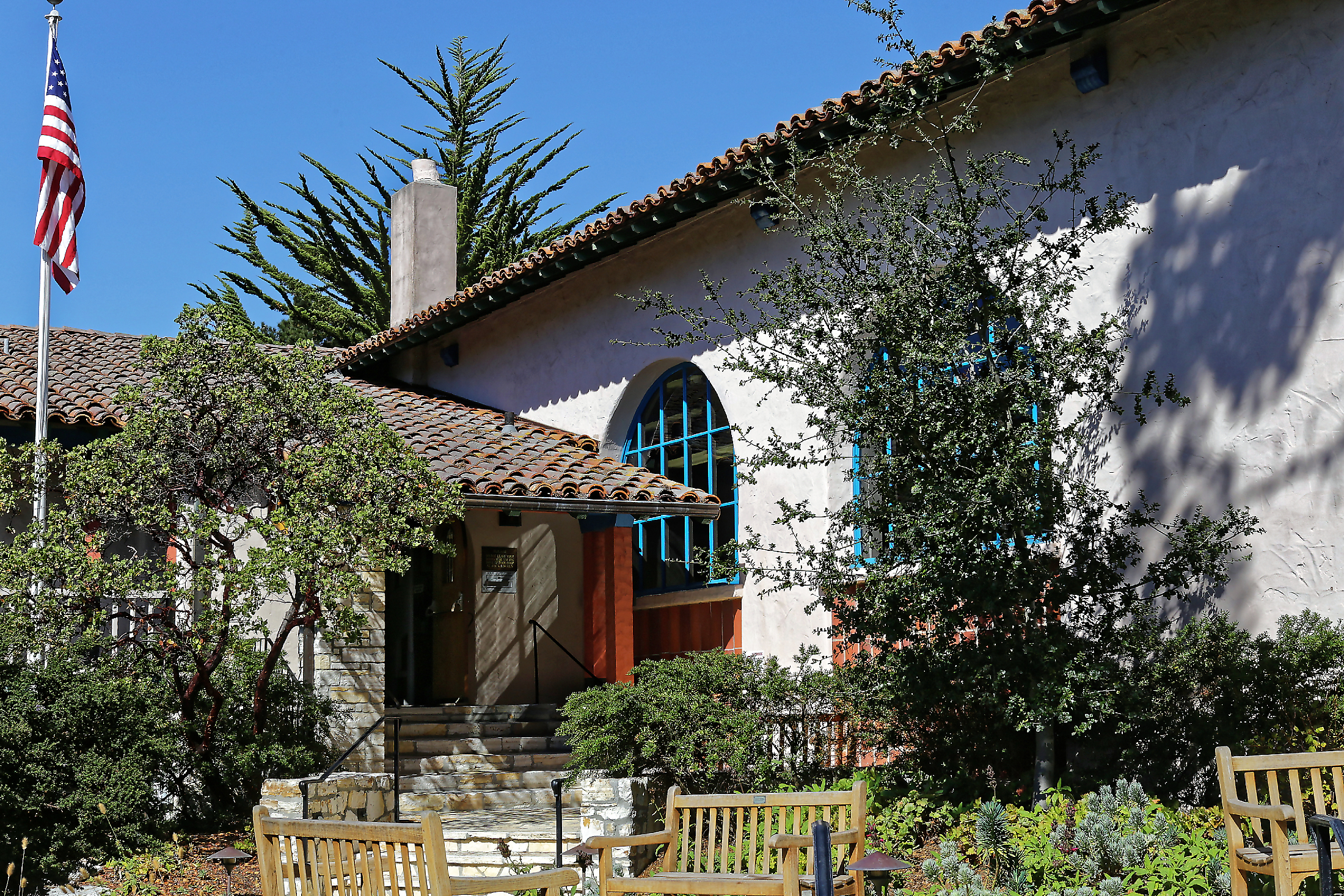
Städtische Bibliothek
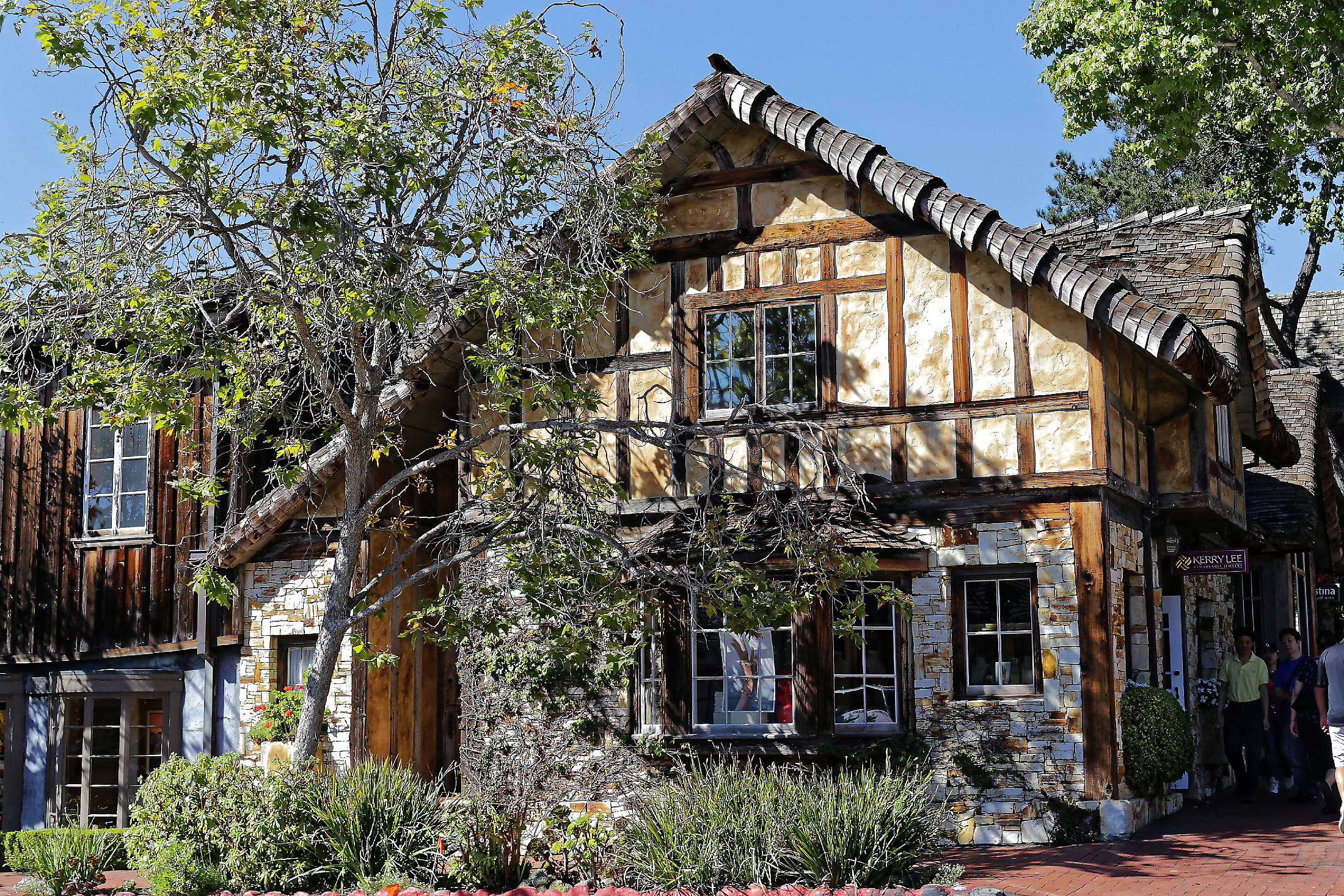
Haus im typischen Stil
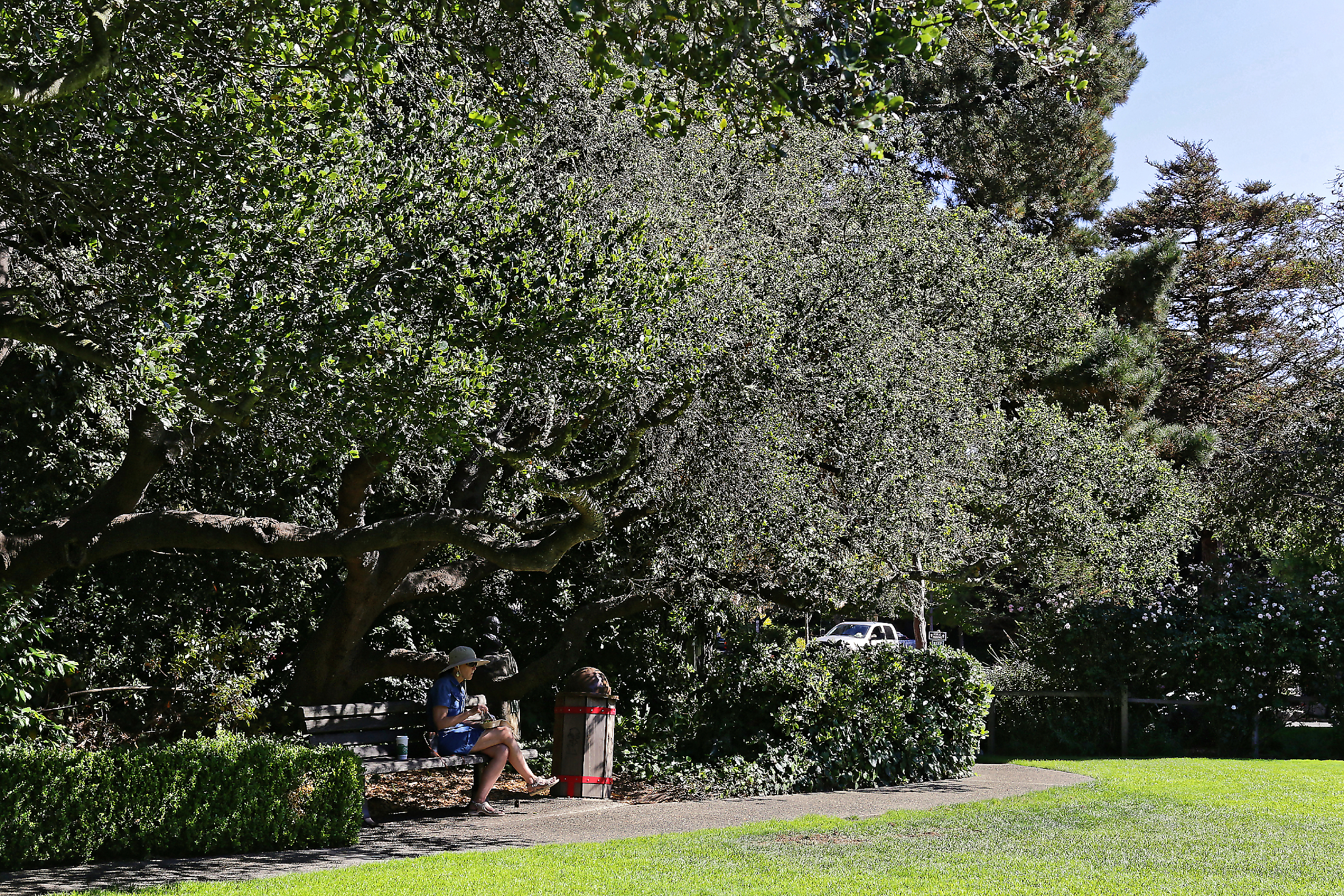
Devendorf Park
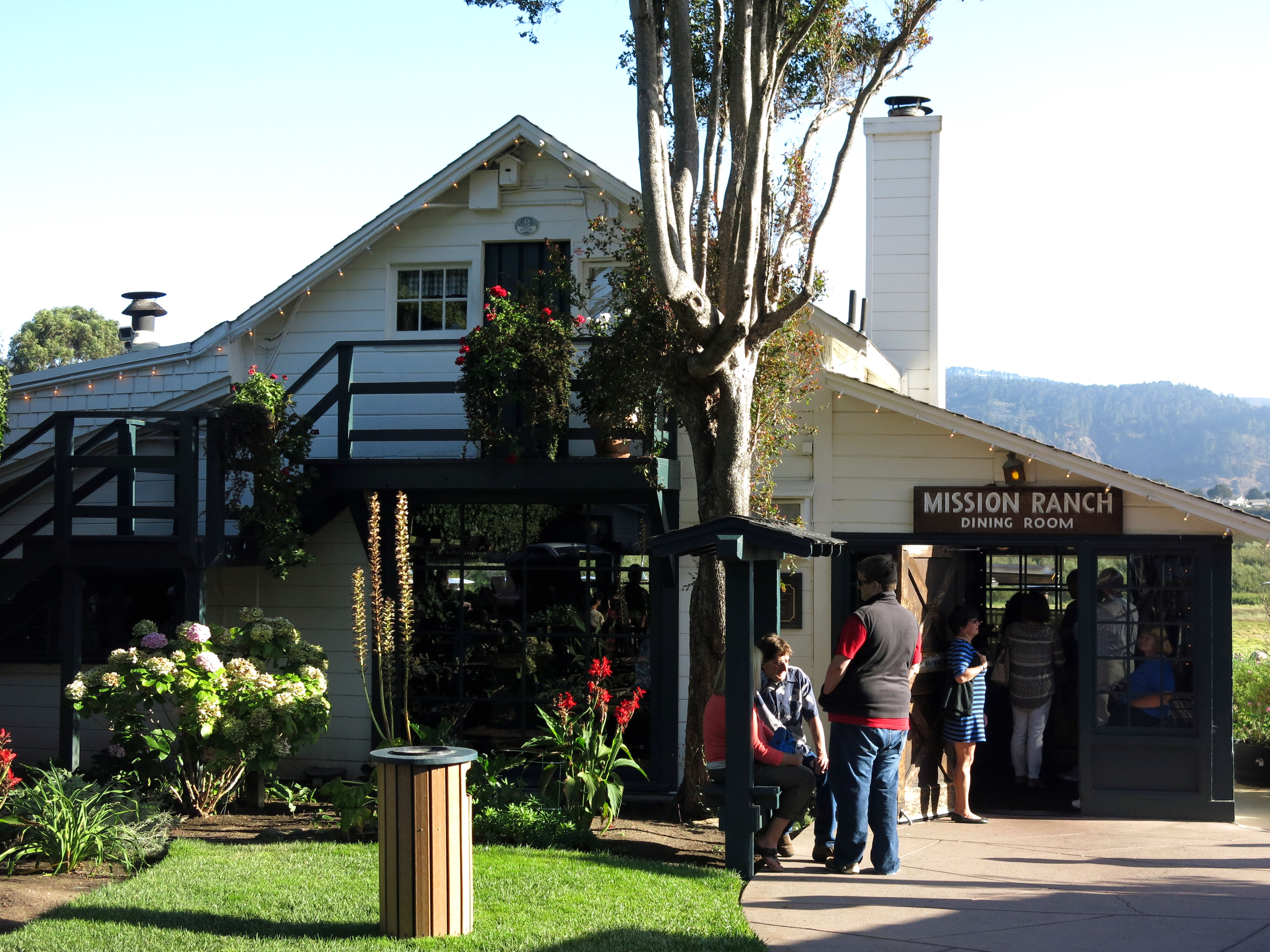
Clint Eastwoods Ranch
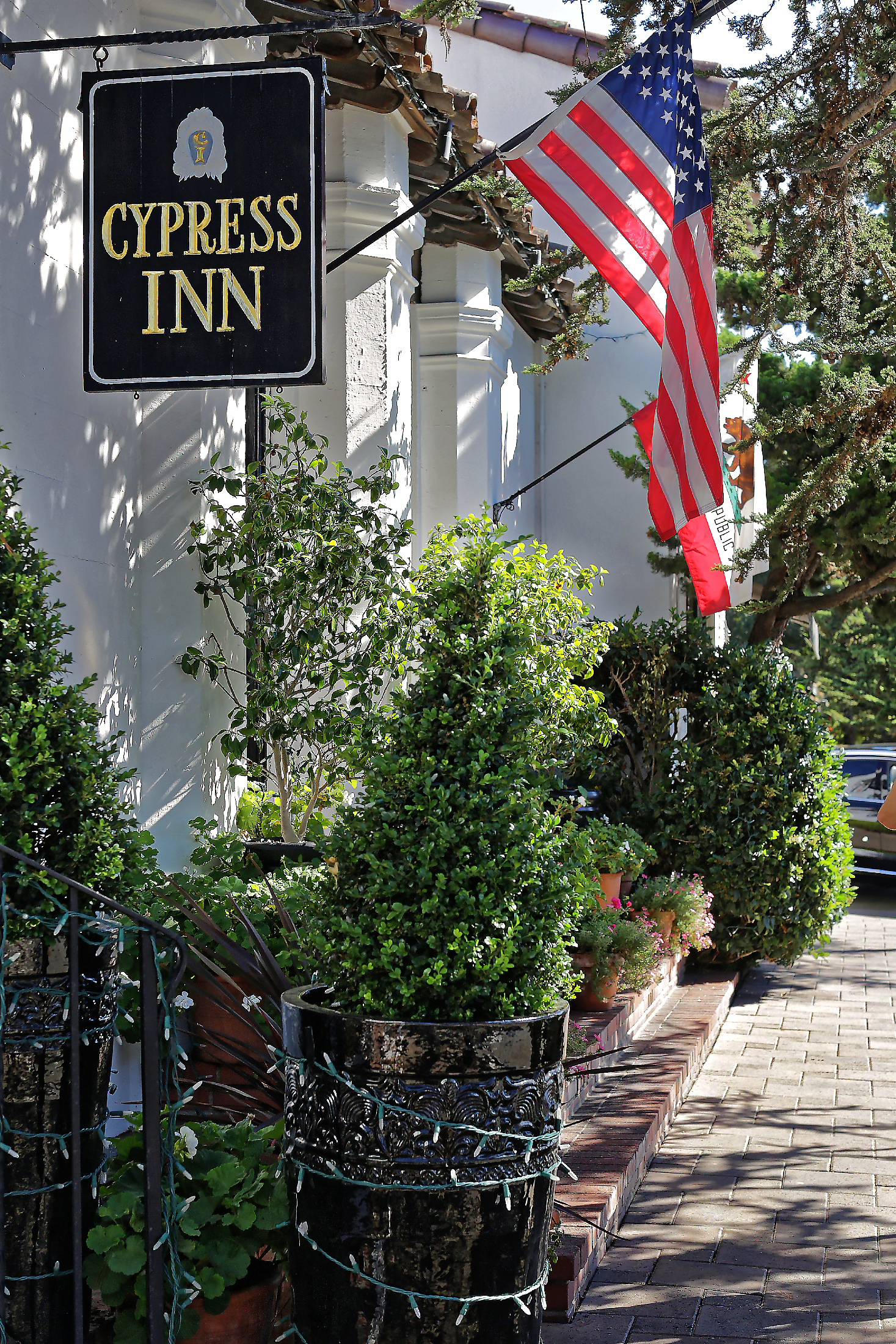
Cypress Inn, Hotel von Doris Day
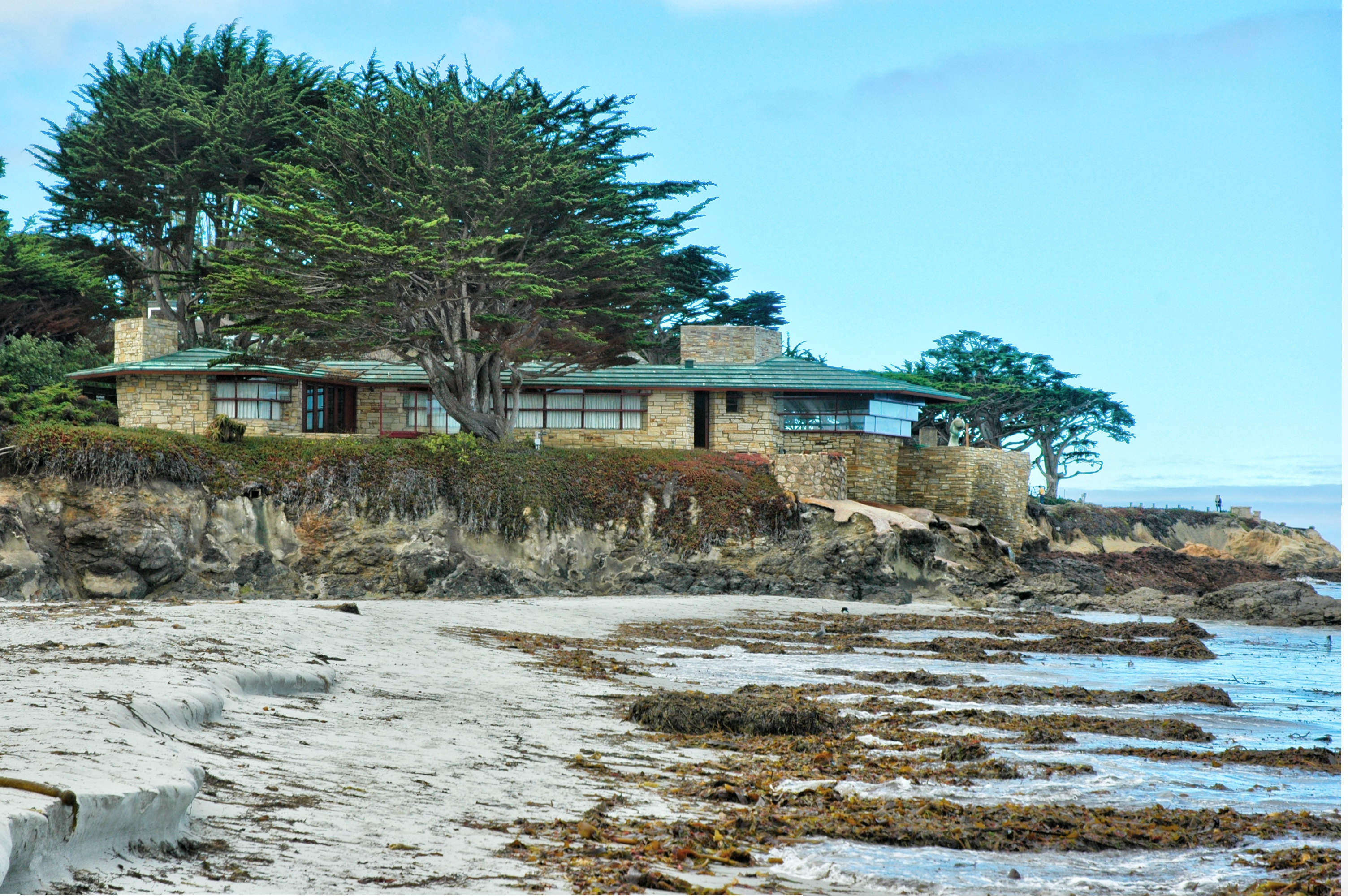
Mrs. Clinton Walker House von Frank Lloyd Wright, 1948 erbaut